# Guerric de Coligny
Pour les autres membres de la famille, voir Maison de Coligny.
Guerric de Coligny, seigneur de Coligny et du Revermont, fut un des grands seigneurs issus de la maison de Coligny éteinte en 1694.
- Il fut l’un des seigneurs de Bourgogne qui accompagnèrent l’an 1147 Conrad III, roi de Bourgogne, roi de Germanie et empereur, au voyage qu’il fit en Terre sainte à l’appel de saint Bernard; les croisés échouèrent devant Damas, et s’en retournèrent au pays sans avoir atteint Jérusalem.

- En 1150, il fit de grands dons au prieuré de Grand-Bois, à Marboz.

- L’an 1156, il vendit pour cent sous à l’abbaye du Miroir la combe d’Oissia; en 1158, après avoir cherché querelle aux moines au sujet de cette combe et d’une dîme, il fit la paix avec eux en leur délaissant ces biens et en recevant d’eux trois cents sous et un palefroi; il s’engagea à tenir la paix, et, si jamais il cherchait de nouvelles querelles aux moines, à demeurer dans l’un de ses châteaux de Chevreaux ou d’Andelot tant que justice ne serait pas faite.

- L’an 1161, il fit ligue défensive et offensive avec Archambaud sire de Bourbon et Renaud sire de Bâgé, avec lesquels il cousinait de par sa grand-mère Adélaïde de Maurienne : ils promettaient de se défendre les uns les autres contre quiconque, excepté contre le roi de France, le duc de Bourgogne et le comte de Savoie.

- Il fut témoin, avec Jean de Coligny, moine, et Comtesse de Coligny, d’un échange fait entre l'abbaye du Miroir d’une part, et Ponce Groillet et Hugues et David Varinioz d’autre part (en 1158-1168 environ). Il approuva, comme relevant de son fief, une vente faite par Humbert de Rotallier aux moines du Miroir, et scella cet acte d’un sceau où il est représenté à cheval, casqué et le glaive à la main, ne portant nulles armes sur son écu.